# Чардак
Чардак је кућа подигнута на четири или на више високих дрвених ступова. Чардак је у приземљу могао бити и подзидан, а у горњем спрату саграђен од дрвене грађе. У функцији чардака-страже могла је послужити и каква стара кула или рушевина цркве, што је био чест случај.

## Као гранична утврђења
Реч „чардак“ је турског порекла. Основну намену чардака најбоље исказује реч „стража“ или „стражбеница“. Чардаке су прво почели градити Турци на својој страни границе, а потом су их почели подизати и крајишки гранични стражари, чардаклије. Та мала гранична утврђења требало је да заштите страже које су бделе над сигурношћу граничног подручја и пратиле кретање непријатеља. Чардак и његови стражари нису се могли супротставити имало озбиљнијем непријатељском нападу. Његова је стратешка вредност произлазила из низа таквих контролних стражарских положаја и њихове међусобне физичке везе. Чардаци на граници су били удаљени један од другога толико да им је било могуће међусобно комуницирати било светлосним било звучним сигналима (паљење витуљача ноћу, пуцањем из мужара, звоњавом звона) било особним преносом вести коњима. Тако су објављивали и дојављивали сваки непријатељски покрет на граничном подручју. Временски је то била раздаљина од око пола сата хода. Такве су се вести могле врло брзо пренести с граничнога подручја у унутрашњост земље, а биле су битне за правовремену организацију одбране и спашавање народа у отвореним, незаштићеним селима и засеоцима.
Чардаци су се градили дуж брањене граничне црте, на посебно истакнутим положајима, уз прелазе преко река, уз паланке и каштеле, путеве и најчешће правце кретања турских ухода и мартолога. У чардацима је стражарило од 6 до 12 војника, а само на посебно важним положајима и у већим чардацима било их је више. Смењивали су се у вршењу своје стражарске службе седмично или месечно, а сву бригу за такве страже и стражаре преузели су подручни капетани. На унском пограничном простору чардаци се граде већ крајем 15. и у првој половини 16. века под надзором власника тамошњих поседа, посебно зринских и благајских кнезова.
У 17. веку граде се већи и све чешће зидани чардаци. Након рата и утврђивања нове границе с Турском по начелима мировног споразума из 1699. склопљеног у Сремским Карловцима граде се низови нових чардака на новој граничној црти. Нарочито су били густо послагани уздуж тзв. „сухе међе“, од Петрове горе до Новога на Уни. Тада су чардаци део типски одређене и дефинисане крајишке фортификацијске архитектуре и граде се по плановима крајишких војних инжењера.

## Као гостињске куће
Зграде које су грађене, најчешће од дрвета, као и комбинацијом дрво-плетар облепљен блатним малтером, по селима Шумадије, служиле су као куће за госте. Неретко такве грађевине су подизане на темељу од ломљеног камена, са једном просторијом у приземљу и једном на спрату. Има примера сачуваних чардака, који су проглашени за непокретна културна добра као споменици културе: Гавровића чардак у Прањанима, чардаци у порти цркве у Савинцу, Чардак Подгорац Игрутина...

## Чардак као кош за кукуруз
У западном делу Војводине и источној Хрватској чардак је назив коша за кукуруз, подигнутог од дрвета. Његов дрвени костур се умногоме поклапа са описом „обичног чардака”.